# Blah Blah
Blah Blah − drugi EP hip-hopowej artystki Lady Sovereign, wydany w 2006 roku, dostępny tylko w Stanach Zjednoczonych. Ep został również wydany jako bonusowa wersja DVD i była ograniczona ilościowo.

## Lista utworów
CD
1. "Blah Blah"
2. "A Little Bit of Shhh" (Smallstars Remix by Adrock)
3. "Public Warning" (Live at The Roadhouse, Manchester)
4. "Drunk On Radiation" (Freestyle)

DVD
1. "Blah Blah" (wideoklip)
2. Kulisy powstawania wideoklipu
3. Talking some "Blah Blah" − wywiad z fanami